# Hesperophantia folium
Hesperophantia folium är en insektsart som först beskrevs av Gmelin 1789.  Hesperophantia folium ingår i släktet Hesperophantia och familjen Flatidae. Inga underarter finns listade i Catalogue of Life.